# Karel Camrda
Karel Camrda (Tábor, Bohèmia Meridional, 26 d'octubre de 1964) va ser un ciclista txec, especialista en el ciclocròs.

## Palmarès
- 1987-1988
  -  Campió del món amateur en ciclocròs
- 1988-1989
  - Campió de Txecoslovàquia en ciclocròs